# L-2草蜢聯絡機
L-2草蜢聯絡機（英語：Grasshopper)是一款由泰勒克拉夫特飛機公司在二戰期間為美國陸軍航空軍製造的觀察和聯絡機。

## 發展
1941年，美國陸軍航空軍訂購了四架Taylorcraft D，型號為YO-57。1941年夏天，YO-57在路易斯安那州和德克薩斯州的演練中進行評估。第1騎兵師師長英尼斯·P·史威夫特將軍為其命名為草蜢(在目睹其顛簸的著陸過程後）。而後，美軍簽署了O-57草蜢的生產訂單。1942年3月，改名成L-2草蜢。
第二次世界大戰期間，陸軍航空軍將L-2用作敵後偵查，負責搜尋敵方的攻擊路徑與補給點。同時，也用於聯絡和運輸，這些任務需要飛機能夠在田地等不平整地形上短距起降。
戰後，部分L-2被改裝為民用，稱為Model DCO-65。有幾架L-2到2021年仍然適航。

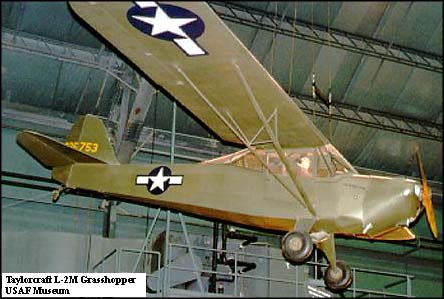
位於美國空軍國家博物館的Taylorcraft L-2M

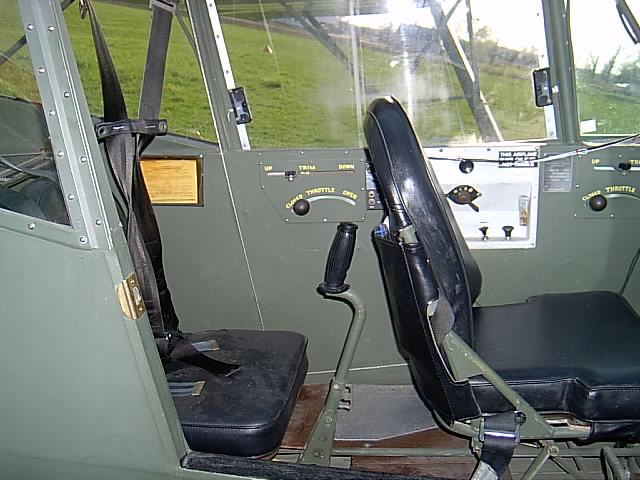
L-2M的內部

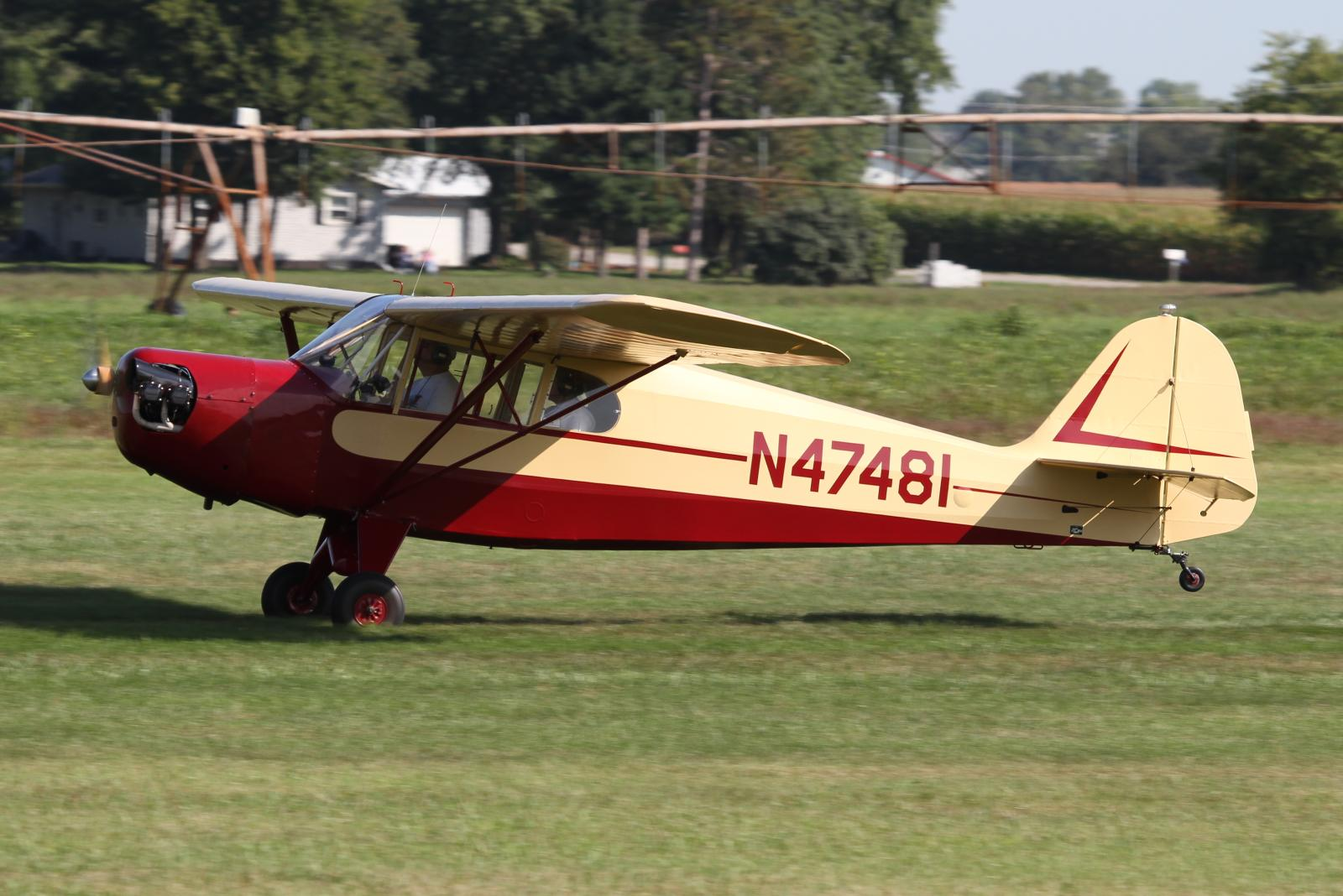
Taylorcraft DCO-65

## 型號
YO-57
Taylorcraft Model D的軍用版本，共有4架用於評估
O-57
量產版本的YO-57，共20架，於1942年重新命名成L-2
O-57A
O-57的改良版本，重新設計了內艙和無線電系統，並且後座觀察員座椅可以360度旋轉Ｍ共336架，重新命名成L-2A
L-2
於1942年重新命名的O-57，額外建造了50架
L-2A
於1942年重新命名的O-57A，額外建造了140架
L-2B
改裝後的L-2A，用於火砲定位，共490架
L-2C
13架具有串連座椅的Taylorcraft Model DC65
L-2D
1架具有串連座椅的Taylorcraft Model DL65
L-2E
2架具有串連座椅的Taylorcaft Model DF65
L-2F
2架具有並排座椅的Taylorcraft Model BL65，其中1架命名成UC-95
L-2G
2架具有並排座椅的Taylorcraft Model BF
L-2H
9架具有並排座椅的Taylorcraft Model BC12-65
L-2J
5架具有並排座椅的Taylorcraft Model BL12-65
L-2K
4架具有並排座椅的Taylorcraft Model BF12-65
L-2L
1架具有並排座椅的Taylorcraft Model BF60
L-2M
配備緊密貼合的引擎蓋、機翼擾流板和串聯座椅L-2A，共900架
TG-6
Model ST.1002的三人座訓練滑翔機，配有加大的尾翼面積、機翼擾流板和更簡易的起落架，共生產250架
LNT-1
美國海軍版本的TG-6
XLNT-2
改裝後進行Glomb測試的LNT-1
UC-95
其中1架具有並排座椅的Taylorcraft Model BL65

## 用戶

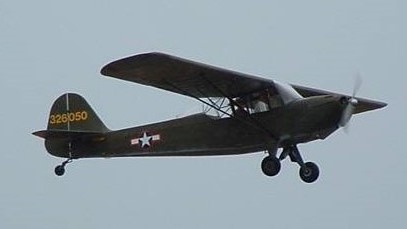
飛行於德州航空博物館斯拉頓的L-2M

法國
- 法國海軍[4]

 海地
- 海地空軍（英语：Haiti Air Corps）

 荷蘭
- 皇家荷蘭東印度陸軍空軍（英语：Royal Netherlands East Indies Army Air Force）

 美国
- 美國陸軍航空軍

### 書目
- . Wright-Patterson AFB, Ohio: US Army Air Forces. 1944.
- Peek, Chet. . Norman, OK: Three Peaks Publishing. 1992.
- Ordway, Frederick Ira; Ronald C. Wakeford. . New York: McGraw-Hill. 1960. ASIN B000MAEGVC.
- Love, Terry M. . New Brighton, MN: Flying Books International. 2001.

## 外部連結
- L-2 page at the National Museum of the United States Air Force
- L-2 page at Warbird Alley （页面存档备份，存于）
- www.als-cannonfield.com - operates restored L-2s （页面存档备份，存于）